# كأس فرنسا 1958–59
كأس فرنسا 1958–59 (بالفرنسية: Coupe de France de football 1958-1959)‏ هو موسم من كأس فرنسا. أشرف على تنظيمه اتحاد فرنسا لكرة القدم، وفاز فيه نادي لوهافر.